# Distretto di Ourlal
Il distretto di Ourlal è un distretto della provincia di Biskra, in Algeria, con capoluogo Ourlal.